# Boissei-la-Lande
Boissei-la-Lande is een gemeente in het Franse departement Orne (regio Normandië) en telt 117 inwoners (2009). De plaats maakt deel uit van het arrondissement Argentan.

## Geografie
De oppervlakte van Boissei-la-Lande bedraagt 6,9 km², de bevolkingsdichtheid is dus 17 inwoners per km².
De onderstaande kaart toont de ligging van Boissei-la-Lande met de belangrijkste infrastructuur en aangrenzende gemeenten.

## Demografie
Onderstaande figuur toont het verloop van het inwonertal (bron: INSEE-tellingen).